# Thoradonta butlini
Thoradonta butlini är en insektsart som beskrevs av Blackith, R.E. och R.M. Blackith 1987. Thoradonta butlini ingår i släktet Thoradonta och familjen torngräshoppor. Inga underarter finns listade i Catalogue of Life.